# Millhouse Danmark
Millhouse Danmark var en dansk producent af porcelæn - især platter.
Det har desværre indtil videre ikke været muligt at finde oplysninger omkring selve virksomheden og dens historie - denne lader til at være gået helt tabt på Internettet. 
Millhouse Danmark er især kendt for deres serie af porcelænsplatter med motiver fra en lang række danske byer. Millhouse producerede dog også andre typer af platter - bl.a. platter, som var bestilt af virksomheder eller foreninger, platter med grønlandske motiver og meget andet.

## By-platter
By-platterne viser en kendt bygning, kirke eller anden seværdighed, som er karakteristisk for byen. Platterne er omkranset af en smuk kongeblå kant med årstal foroven og bynavnet forneden.
By-platterne blev lavet for både store og mindre byer - f.eks.:
- Bogense
- Ebeltoft
- Faaborg
- Fredericia
- Frederiksberg
- Frederikshavn
- Grenå
- Haderslev
- Hammel
- Haslev
- Herning
- Holbæk
- Gudhjem
- Jelling
- Korsør
- Køge
- Maribo
- Nakskov
- Nykøbing F.
- Odense
- Odder
- Silkeborg
- Skagen
- Sorø
- Sønderborg
- Vamdrup
- Vejle
- Vinderup
- Vrå
- Aarhus
- .. og mange flere

## Virksomheds-/Foreningsplatter
Virksomheds-/foreningsplatterne kunne have samme karakteristiske design - med den mørkeblå kant som - by-platterne, men kunne også være uden denne mørkeblå kant.
Eksempler på virksomheds-/foreningsplatter:
- København Zoo
- Varna - Odd Fellow Palæet
- Pripps Blå
- Langelands Garden
- Marchforeningen Fræserne - Esbjerg
- De Blå Baretter - FN Soldaterforeningen - Dancon
- .. og mange flere

## Udenlandske
Millhouse Danmark producerede også en række platter til salg i udlandet. Blandt disse er der bl.a.:
- By-platter for norske Lillehammer
- Platte for Tärnaby - Lapland
- .. og mange flere

## Øvrige platter
Endelige så producerede Millhouse Danmark også andre platter, som adskilte sig meget i design fra de øvrige platter. Dette gælder bl.a.: 
- Årsplatter med soldatermotiver udsendt af KFUM Soldater mission
  - Disse platter var hvide og med farverige tegninger af danske soldater gennem tiden.
- En serie af platter med brandbiler
- Platter med motiver fra Grønland
- Platter med jernbane motiver
- Juleplatter for forskellige virksomheder og organisationer
- .. og mange flere

## Kunstnere / design
- Bent Borup[3]
  - På mange af platterne fra Millhouse Danmark er Bent Borup angivet som kunstneren.
  - Det har indtil videre ikke været muligt at opspore yderligere oplysninger omkring denne kunstner.